# بطولة إفريقيا للكرة الطائرة للرجال 2019
بطولة أفريقيا للكرة الطائرة للرجال 2019 هي النسخة الثانية والعشرون من بطولة أفريقيا لكرة الطائرة، والتي تم استضافتها مدينة تونس العاصمة،وقد فاز بها منتخب تونس بعد فوزه في النهاية على منتخب الكاميرون،بثلاثة جولات لجولتين، كما حل المنتخب الجزائري ثالثا بعد فوزه في مباراة الترتيب على منتخب مصر بثلاثة جولات لجولة واحدة.